# Seven de Hong Kong 2024
El Seven de Hong Kong 2024 fue el sexto torneo de la Serie Mundial de Rugby 7, temporada 2023-24. Se disputó en la ciudad de Hong Kong, de la República Popular China, en la instalaciones del Hong Kong Stadium, en las modalidades femenina y masculina.
Resultaron campeonas las selecciones de Nueva Zelanda, tanto en mujeres como en varones.

## Formato
El formato fue establecido siguiendo el formato de la competencia olímpica, con algunas modificaciones.
- Etapa de grupos. En cada torneo se conforman tres grupos (pools) de cuatro equipos cada uno, todos contra todos. Los grupos se conforman de acuerdo a la posición de cada equipo en el torneo anterior: Grupo A (1, 6, 7, 12); Grupo B (2, 5, 8, 10); Grupo C (3, 4, 9, 11). A diferencia del formato olímpico, en esta etapa no hay empate y, de ser necesario, cada partido debe definirse por el sistema de "primera diferencia". El equipo ganador obtiene tres puntos y el que pierde ninguno, pero a diferencia del formato olímpico, en esta etapa se concede un punto bonus al equipo que pierda por siete puntos o menos.
- Etapa eliminatoria (knockout).
  - Cuartos de final. Los dos primeros equipos de cada grupo y los dos mejores terceros, clasifican a los cuartos de final de la copa. Las llaves se forman siguiendo el siguiente criterio: A1 vs 8; C2 vs B2; C1 vs A2; B1 vs 7.
  - Noveno lugar. Los cuatro restantes equipos de cada grupo disputan el noveno lugar mediante semifinales y final.
  - Quinto y séptimo. Los dos "mejores" perdedores en cuartos de final disputan el quinto lugar, mientras que los otros dos disputan el séptimo lugar.
  - Semifinales y final. Los equipos ganadores en los cuartos de final de la etapa eliminatoria, disputan las semifinales y los que resulten ganadores en esa instancia disputan la final.

## Competencia femenina
- Grupo A: Francia (9), Nueva Zelanda (7), Gran Bretaña (3), Brasil (1).

- Grupo B: Australia (9), Fiyi (7), Irlanda (3), Sudáfrica (0).

- Grupo C: Canadá (9), Estados Unidos (7),    Japón (4), España (2).

Clasifican a cuartos de final los dos primeros de cada grupo y los dos mejores terceros.
|  | Cuartos de final | Cuartos de final | Cuartos de final |               |                | Semifinales    | Semifinales | Semifinales |         |                | Final          | Final        | Final |  |
|  |                  |                  |                  |               |                |                |             |             |         |                |                |              |       |  |
|  |                  |                  |                  |               |                |                |             |             |         |                |                |              |       |  |
|  | B2               | Fiyi             | 7                |               |                |                |             |             |         |                |                |              |       |  |
|  | B2               | Fiyi             | 7                |               |                |                |             |             |         |                |                |              |       |  |
|  | C2               | Estados Unidos   | 33               |               |                |                |             |             |         |                |                |              |       |  |
|  | C2               | Estados Unidos   | 33               |               | Estados Unidos | Estados Unidos | 19          |             |         |                |                |              |       |  |
|  |                  |                  |                  |               | Estados Unidos | Estados Unidos | 19          |             |         |                |                |              |       |  |
|  |                  |                  | Francia          | Francia       | 5              |                |             |             |         |                |                |              |       |  |
|  | A1               | Francia          | Francia          | Francia       | 5              | 31             |             |             |         |                |                |              |       |  |
|  | A1               | Francia          |                  |               |                |                |             |             |         |                |                |              |       |  |
|  | 8                | Irlanda          | 7                |               |                |                |             |             |         |                |                |              |       |  |
|  | 8                | Irlanda          | 7                |               |                |                |             |             |         | Estados Unidos | Estados Unidos | 7            |       |  |
|  |                  |                  |                  |               |                |                |             |             |         | Estados Unidos | Estados Unidos | 7            |       |  |
|  |                  |                  | Nueva Zelanda    | Nueva Zelanda | 36             |                |             |             |         |                |                |              |       |  |
|  | C1               | Canadá           | Nueva Zelanda    | Nueva Zelanda | 36             | 5              |             |             |         |                |                |              |       |  |
|  | C1               | Canadá           |                  |               |                |                |             |             |         |                |                |              |       |  |
|  | A2               | Nueva Zelanda    | 26               |               |                |                |             |             |         |                |                |              |       |  |
|  | A2               | Nueva Zelanda    | 26               |               | Nueva Zelanda  | Nueva Zelanda  | 28          |             |         | Tercer lugar   | Tercer lugar   | Tercer lugar |       |  |
|  |                  |                  |                  |               | Nueva Zelanda  | Nueva Zelanda  | 28          |             |         | Tercer lugar   | Tercer lugar   | Tercer lugar |       |  |
|  |                  |                  | Australia        | Australia     | 14             |                |             |             |         |                |                |              |       |  |
|  | B1               | Australia        | Australia        | Australia     | 14             | 12             |             |             | Francia | Francia        | 21             |              |       |  |
|  | B1               | Australia        |                  |               |                |                |             |             | Francia | Francia        | 21             |              |       |  |
|  | 7                | Japón            | 0                |               |                |                |             |             |         |                | Australia      | Australia    | 24    |  |
|  | 7                | Japón            | 0                |               |                |                |             |             |         |                | Australia      | Australia    | 24    |  |
|  |                  |                  |                  |               |                |                |             |             |         |                |                |              |       |  |

- Partido por el quinto puesto: Fiyi
- Partido por el séptimo puesto: Japón
- Partido por el noveno puesto: Gran Bretaña
- Partido por el undécimo puesto: España

### Tabla general femenina al finalizar el torneo
1. Australia (106)
2. Nueva Zelanda (106)
3. Francia (88)
4. Estados Unidos (78)
5. Canadá (72)
6. Irlanda (54)
7. Fiyi (54)
8. Gran Bretaña (33)
9. Brasil (31)
10. Japón (24)
11. Sudáfrica (19)
12. España (15)

## Competencia masculina
- Grupo A: Francia (7), Australia (7), Fiyi (6), Canadá (0).

- Grupo B: Nueva Zelanda (9), Estados Unidos (7), Argentina (4), Gran Bretaña (2).

- Grupo C: Sudáfrica (9), Irlanda (7), España (4), Samoa (2).

Clasifican a cuartos de final los dos primeros de cada grupo y los dos mejores terceros.
|  | Cuartos de final | Cuartos de final | Cuartos de final |               |           | Semifinales | Semifinales | Semifinales |         |              | Final        | Final        | Final |  |
|  |                  |                  |                  |               |           |             |             |             |         |              |              |              |       |  |
|  |                  |                  |                  |               |           |             |             |             |         |              |              |              |       |  |
|  | B2               | Estados Unidos   | 19               |               |           |             |             |             |         |              |              |              |       |  |
|  | B2               | Estados Unidos   | 19               |               |           |             |             |             |         |              |              |              |       |  |
|  | C2               | Irlanda          | 24               |               |           |             |             |             |         |              |              |              |       |  |
|  | C2               | Irlanda          | 24               |               | Irlanda   | Irlanda     | 10          |             |         |              |              |              |       |  |
|  |                  |                  |                  |               | Irlanda   | Irlanda     | 10          |             |         |              |              |              |       |  |
|  |                  |                  | Francia          | Francia       | 26        |             |             |             |         |              |              |              |       |  |
|  | A1               | Francia          | Francia          | Francia       | 26        | 24          |             |             |         |              |              |              |       |  |
|  | A1               | Francia          |                  |               |           |             |             |             |         |              |              |              |       |  |
|  | 8                | España           | 10               |               |           |             |             |             |         |              |              |              |       |  |
|  | 8                | España           | 10               |               |           |             |             |             |         | Francia      | Francia      | 7            |       |  |
|  |                  |                  |                  |               |           |             |             |             |         | Francia      | Francia      | 7            |       |  |
|  |                  |                  | Nueva Zelanda    | Nueva Zelanda | 10        |             |             |             |         |              |              |              |       |  |
|  | C1               | Sudáfrica        | Nueva Zelanda    | Nueva Zelanda | 10        | 0           |             |             |         |              |              |              |       |  |
|  | C1               | Sudáfrica        |                  |               |           |             |             |             |         |              |              |              |       |  |
|  | A2               | Australia        | 15               |               |           |             |             |             |         |              |              |              |       |  |
|  | A2               | Australia        | 15               |               | Australia | Australia   | 7           |             |         | Tercer lugar | Tercer lugar | Tercer lugar |       |  |
|  |                  |                  |                  |               | Australia | Australia   | 7           |             |         | Tercer lugar | Tercer lugar | Tercer lugar |       |  |
|  |                  |                  | Nueva Zelanda    | Nueva Zelanda | 26        |             |             |             |         |              |              |              |       |  |
|  | B1               | Nueva Zelanda    | Nueva Zelanda    | Nueva Zelanda | 26        | 19          |             |             | Irlanda | Irlanda      | 14           |              |       |  |
|  | B1               | Nueva Zelanda    |                  |               |           |             |             |             | Irlanda | Irlanda      | 14           |              |       |  |
|  | 7                | Fiyi             | 12               |               |           |             |             |             |         |              | Australia    | Australia    | 5     |  |
|  | 7                | Fiyi             | 12               |               |           |             |             |             |         |              | Australia    | Australia    | 5     |  |
|  |                  |                  |                  |               |           |             |             |             |         |              |              |              |       |  |

- Partido por el quinto puesto: Fiyi
- Partido por el séptimo puesto: Estados Unidos
- Partido por el noveno puesto: Argentina
- Partido por el undécimo puesto: Gran Bretaña

### Tabla general masculina al finalizar el torneo
1. Argentina (94)
2. Irlanda (86)
3. Fiyi (76)
4. Nueva Zelanda (73)
5. Australia (71)
6. Francia (70)
7. Sudáfrica (58)
8. Estados Unidos (44)
9. Gran Bretaña (37)
10. España (34)
11. Samoa (27)
12. Canadá (12)